# General bojnik
General bojnik (general bojnica) je generalski čin u mnogim vojskama. U Hrvatskoj vojsci je čin ispod general pukovnika, a iznad brigadnog generala (do 1999. godine bio je iznad višeg časničkog čina stožernog brigadira, koji je tada ukinut, a uveden je generalski čin brigadnog generala), dok mu u Hrvatskoj ratnoj mornarici odgovara čin kontraadmirala. U NOV-u i POJ-u čin general-major je uveden 1. svibnja 1943. godine te je takav status zadržao u JNA.